# Oito de Julho (corvetta)
La Oito de Julho era un corvetta a propulsione a vela da 24 cannoni della Reale Marina portoghese, costruita in Portogallo nella prima metà degli anni trenta del XIX secolo. La nave prestò servizio dal 1834 al 1856.

## Storia
L'unità fu costruita presso l'Arsenale della Marina di Lisbona e fu varata nel 1834. La corvetta dislocava 516 tonnellate, era lunga 36,27 m, larga 9,21, e pescava 3,66 m. L'apparato propulsivo era basato su tre alberi dotati di vele. L'armamento era composto da 24 cannoni, e l'equipaggio era composto da 161 uomini.
Il 10 maggio 1836 la nave ricevette l'ordine di approntamento per sostituire il brigantino Vila Flor, in Brasile, portando il Console portoghese a Pará. 
Nel maggio del 1840 salpò per Rio de Janeiro, in Brasile, sostando a Funchal. A bordo vi era il Ministro plenipotenziario Consigliere Bayard, la sua famiglia, la servitù della Corte di di Rio de Janeiro. Nel settembre dello stesso anno salpò da Montevideo, in Uruguay, diretta alla Stazione navale dell'Angola. Nel 1841 prese il mare due volte, eseguendo crociere di addestramento lungo la costa settentrionale e al largo di Luanda; prestò servizio rispettivamente a Benguela e Dande, trasportò merci e passeggeri, sostando a Novo Redondo, Benguela e Moçâmedes. Nel 1842 sostò a Cabinda, avendo a bordo il figlio del principe Mafuca Franco. Nel luglio dello stesso anno la nave rientrò a Luanda, dove apprese che era stata ripristinata la Carta Costituzionale del 1826.  Il giuramento di fedeltà alla carta fu prestato a bordo della corvetta il 15 luglio 1842. L'anno successivo prestò servizio a Benguela e  Moçâmedes, sostando a Lobito e  Moçâmedes, ritornando poi a Benguela e quindi a Luanda. Ritornata in Portogallo, nel 1846 effettuò il blocco della foce del fiume Duero, con il compito di impedire la partenza dei piroscafi della Giunta Rivoluzionaria. Nel marzo 1847 prese il mare per effettuare il blocco navale della città di Porto, ma mentre si trovava in navigazione tra Matosinhos e Mindelo, l'equipaggiò si ammutinò e consegno la corvetta alla Giunta di Porto. Nel maggio 1847 fu catturata dalle navi delle forze Alleate mentre cercava di lasciare la foce del Duero.
Nel giugno 1848 salpò per raggiungere la Stazione navale portoghese sulla costa occidentale dell'Africa, avendo a bordo passeggeri, tra cui il Governatore generale di Capo Verde. Nell'ottobre 1849 prese il mare con rotta a sud, verso l'Angola, raggiungendo dapprima Ambriz, poi Benguela e quindi Lobito. Nell'ottobre dello stesso anno salpò da Luanda raggiungendo Ambriz e quindi le coste dello Zaire. Nel febbraio 1850 andò a São Tomé, e a luglio partì da Luanda navigando lungo la costa meridionale dell'Angola. Nel gennaio 1851 trasferì truppe a Benguela, e il mese successivo, partita da Luanda, raggiunse in successione Dande, Ambriz, Ambrizete e arrivò a São Tomé con a bordo il Governatore di  São Tomé e Principe. Nel maggio 1851 salpò da Luanda con rotta a sud, passando per Benguela, Egito, Lobito, Quicombo e ritornando a Benguela. Nel febbraio 1852 raggiunse  São Tomé e Principe, e nel settembre dello stesso anno ritornò definitivamente in Portogallo. Radiata nell'ottobre 1856, fu disarmata e considerata inutilizzabile.